# Kápolnokdomb
Kápolnokdomb (Copalnic-Deal), település Romániában, a Partiumban, Máramaros megyében.

## Fekvése
Szurdokkápolnok mellett fekvő település.

## Története
Kápolnokdomb korábban Szurdokkápolnok (Kopalnic) része volt.
1966-ban 255 lakosából 254 román volt.
A 2002 évi népszámláláskor 104 román lakost számoltak itt össze.